# Pioneer 6, 7, 8 e 9

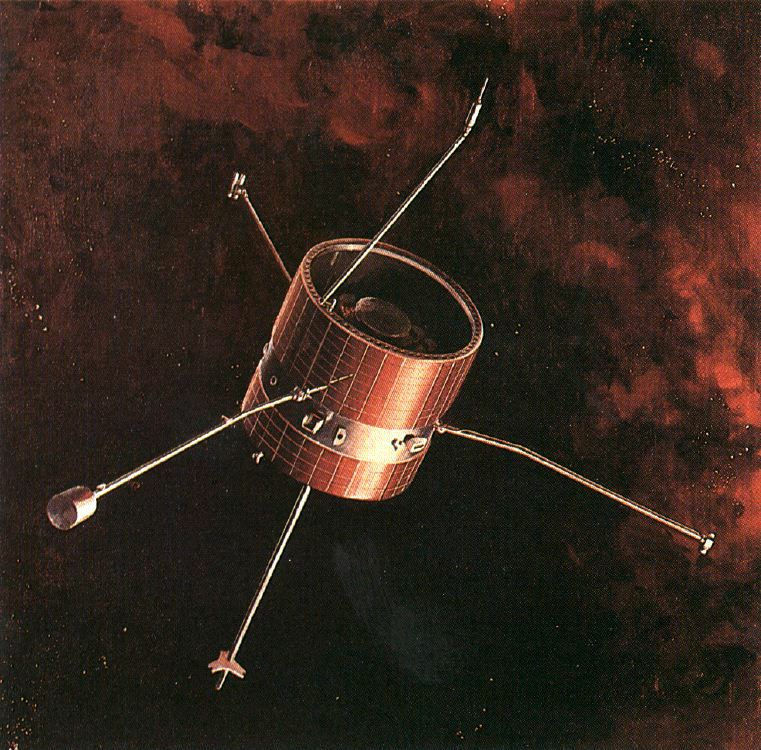
Modelo das sondas Pioneer 6, 7, 8 e 9

As Pioneer 6, 7, 8, e 9 foram espaçonaves idênticas do Programa Pioneer, sendo um grupo de satélites artificiais alimentados por painéis solares e baterias elétricas designados para obter continuamente dados sobre fenômenos interplanetários em pontos bastante espaçados no espaço. Também são conhecidas como A, B, C e D. Uma quinta, a Pioneer E, foi perdida em um acidente de lançamento.